# Юджель, Джан
Джан Юдже́ль (тур. Can Yücel, народное прозвище Папа Джан; 1926, Стамбул — 1999, Датча) — один из выдающихся поэтов Турции XX столетия, журналист, переводчик. Язык его лирики резок и прямолинеен, часто с использованием нецензурной лексики.

## Биография

### Детство
Отец Юджеля Хасан Али Юджель был министром образования Турции (1938—1946). Он провёл ряд существенных реформ в системе образования Турции и был основателем первых школ (так называемых «сельских институтов») в деревне, которые послужили краеугольным камнем развития образования в сельских районах.
В связи с назначением отца на пост министра, Джан Юджель вместе с семьёй в возрасте 10 лет переезжает в Анкару. В этом же возрасте он начинает писать свои первые стихи.
Джан Юджель обожал отца, однако в связи с высокой занятостью отец редко бывал дома. Позже Юджель расскажет, что ему удавалось привлечь любовь отца только болезнями. Когда дети болели, он обязательно приезжал, чтобы быть с ними рядом. Поэт никогда не перестанет восхищаться энергией, силой характера, идейностью этого человека. Позже любовь Джан Юджеля к отцу выльется в его теплые и сердечные стихи.

### Молодость
Джан Юджель поступил в Анкарский университет на один из самых престижных факультетов данного университета — факультет языка и истории, где изучает латинский и греческий языки. В университете он увлекается левыми марксистскими идеями. Однако политические увлечения сына не нравятся отцу, и он отправляет Джан Юджеля в Лондон, где молодой поэт поступает в Кембриджский университет. Там он знакомится с известным философом, его преподавателем Бертраном Расселом.
Однако Лондон не нравится юному поэту, он также признается отцу, что его знания латинского языка не достаточны для требований в Кембридже. Молодой Джан переезжает учиться в Париж. Франция поражает его. Он знакомится со многими будущими деятелями искусства Турции Бедри Рахми, Авни Арбаш, Шади Чалык. Во Франции в связи с недостатком денег, ему приходится подрабатывать простым торговцем.
Уже в студенческие годы его работы начинают печататься в турецких очерках и газетах.

### Зрелые годы
В 1953 г. он возвращается в Турцию. Его призывают в армию и отправляют на войну в Корею.
По возвращении в Турцию, он начинает работать в качестве переводчика.
Вскоре он женится. Вместе с женой Гюлер они решают поехать в Лондон. Гюлер с удовольствием соглашается поехать в Англию. Будучи начинающим художником, она планирует там развивать свои таланты. Но кроме этих талантов там она развивает свои таланты матери. В Англии у них рождается трое детей, две девочки, Гюзель и Су, и мальчик Хасан. Семья проводит в Англии пять лет.
Джан Юджель работает переводчиком в нескольких посольствах, а также в Турецком отделении новостного радиоканала BBC. В январе 1963 года умирает великий турецкий поэт Назым Хикмет. Джан глубоко переживает смерть поэта-революционера, и вместе с друзьями выпивает чрезмерную норму алкоголя. Из-за опьянения, он не может выйти на работу, в связи с чем новость о смерти поэта не выходит на канале BBC. Работодатели решают, что Джан Юджель объявил забастовку в связи с смертью поэта. Вслед за этим следует его увольнение. Оставшись без работы, Юджель возвращается в Турцию.
В Турции он работает в туристическом агентстве в городе Мармарис. Его жена преподаёт в Мармарском Университете. Позже он работает в Бодруме. Они едут в Стамбул, где поэт начинает работать в газете «Новое утро», углублённо занимается переводами.
Вскоре с формированием глубоких политических взглядов он становится членом Турецкой рабочей партии. В связи с государственным переворотом, осуществлённом 12 марта 1971 года турецкой армией, новые правительственные силы закрывают Рабочую партию. Как и тысячи турецких людей, Джан Юджаль обвиняется в опровержении действующих политических сил. За перевод книг о жизни Че Гевары, Мао Цзэдуна и книги одного из американских генералов Джан Юджель осуждается на семь с половиной лет лишения свободы. В тюрьме он не один, а с многими представителями турецкой интеллигенции, — писателями, поэтами, журналистами, обвиняющимися в противодействии политике государства. В 1974 году Юджель освобождён по амнистии. Он много пишет в тюрьме, и продолжает свою творческую деятельность на свободе. В печать вышло множество его книг.

## Творчество
Джан Юджаль посвящает свою лирику открытым, честным, решительным, дерзким людям, событиям, жизни, идеям. Его слова просты, но колки.
В одном из интервью, рассказывая о себе журналисту, он описывает историю знакомства его отца и матери. Мама долго собиралась на первое свидание. Семья матери была очень бедной. Самое красивое платье принадлежало старшей сестре. Мать хотела надеть именно его на свидание, но так как платье оказалось великоватым, его пришлось скалывать булавками прямо на юной девушке. На первом свидании, после долгой беседы, испытывая пылкие чувства к будущей жене, отец попытался крепко её обнять и поцеловать. И именно тут одна из булавок раскрылась и больно уколола отца. В тот день родилась любовь двух юных сердец, и именно в тот день, по словам Джан Юджель, родился и он, будучи острой иголкой.
Используя нецензурную лирику, он только усиливает резкость своих слов. Однако многие его критики соглашаются, что простые и часто грубые слова усиливают их яркость и значимость. Часто они усиливают действие его иронии и сарказма.

### Переводы
Джан Юджель также занимался переводами великих поэтов и писателей мира. Так ему принадлежат замечательные переводы на турецкий язык работ Шекспира, американо-английского поэта, драматурга и литературного критика Томаса Стернза Элиота, английского поэта, драматурга и публициста Дилана Томаса, испанского социалиста, поэта и драматурга Федерико Гарсиа Лорки, немецкого коммуниста, поэта, прозаика и драматурга Бертольда Брехта.

## Книги
- Yazma (1950) Писательство
- Her Boydan (1959, Çeviri Şiirler) Всех размеров (1959, Перевод лирики)
- Sevgi Duvarı (1973) Стена Любви
- Bir Siyasinin Şiirleri (1974) Стихи одного политика
- Ölüm ve Oğlum (1976) Смерть и мой сын
- Şiir Alayı (1981, ilk dört şiir kitabı) Поэма взвода (Его первые 4 книги в одной)
- Rengâhenk (1982) Гармония цвета
- Gökyokuş (1984) Подъём в небо
- Beşibiyerde (1985, ilk beş şiir kitabı) Браслет из пяти колец (пять книг в одной)
- Canfeda (1985) Жертвоприношение жизни
- Çok Bi Çocuk (1988) Один очень мальчик
- Kısa Devre (1990) Короткий период
- Kuzgunun Yavrusu (1990) Ребенок ворона
- Gece Vardiyası (1991) Ночная смена
- Güle Güle-Seslerin Sessizliği (1993) Пока, пока тишина звуков
- Gezintiler (1994) Прогулки
- Maaile (1995) Мааиле
- Seke Seke (1997) Прыгай, прыгай
- Alavara (1999) Алавара
- Mekânım Datça Olsun (1999) Мое место Датча